# Rodolfo Salinas
Rodolfo Salinas Ortiz (ur. 29 sierpnia 1987 w Gómez Palacio) – meksykański piłkarz występujący na pozycji środkowego pomocnika.

## Kariera klubowa
Salinas pochodzi z miasta Gómez Palacio w stanie Durango i jest wychowankiem akademii juniorskiej Centro de Sinergia Futbolística (CESIFUT) z siedzibą w położonym nieopodal Ciudad Lerdo, do której zaczął uczęszczać na treningi jako dwunastolatek. W późniejszym czasie został zawodnikiem występującego w najwyższej klasie rozgrywkowej klubu San Luis FC z siedzibą w San Luis Potosí, gdzie po kilku miesiącach spędzonych w drużynach młodzieżowych został włączony do pierwszego zespołu przez szkoleniowca Raúla Ariasa. W meksykańskiej Primera División zadebiutował 21 stycznia 2007 w przegranym 1:4 spotkaniu z Américą, natomiast premierowego gola w pierwszej lidze strzelił 15 marca 2008 w wygranej 3:1 konfrontacji z Monterrey. Ogółem w barwach San Luis spędził bez większych sukcesów niemal cztery lata, jednak nie potrafił sobie wywalczyć pewnego miejsca w wyjściowym składzie.
Latem 2010 Salinas razem ze swoim kolegą klubowym José Rodolfo Reyesem przeniósł się do zespołu Santos Laguna z miasta Torreón. Tam już w pierwszym, jesiennym sezonie Apertura 2010 zdobył tytuł wicemistrza kraju, jednak przez pierwsze pół roku nie zanotował żadnego występu i dopiero później został podstawowym piłkarzem ekipy. Podczas rozgrywek Apertura 2011, już mając niepodważalną pozycję w pierwszej jedenastce, wywalczył kolejny tytuł wicemistrzowski, natomiast pół roku później, w wiosennym sezonie Clausura 2012, zanotował z drużyną prowadzoną przez Benjamína Galindo swoje pierwsze mistrzostwo Meksyku. W tym samym roku dotarł także do finału najbardziej prestiżowych rozgrywek północnoamerykańskiego kontynentu – Ligi Mistrzów CONCACAF. W 2013 roku po raz kolejny doszedł do finału północnoamerykańskiej Ligi Mistrzów, zaś w sezonie Apertura 2014 wywalczył puchar Meksyku – Copa MX. Podczas rozgrywek Clausura 2015 zdobył z Santosem Laguna drugi w swojej karierze tytuł mistrza Meksyku.
W lipcu 2015 Salinas został wypożyczony do zespołu Club Atlas z siedzibą w Guadalajarze.
| Sezon     | Klub          | Kraj   | Rozgrywki | Mecze | Bramki |
| --------- | ------------- | ------ | --------- | ----- | ------ |
| 2006/2007 | San Luis FC   | Meksyk | Liga MX   | 7     | 0      |
| 2007/2008 | San Luis FC   | Meksyk | Liga MX   | 18    | 1      |
| 2008/2009 | San Luis FC   | Meksyk | Liga MX   | 29    | 2      |
| 2009/2010 | San Luis FC   | Meksyk | Liga MX   | 19    | 0      |
| 2010/2011 | Santos Laguna | Meksyk | Liga MX   | 10    | 0      |
| 2011/2012 | Santos Laguna | Meksyk | Liga MX   | 46    | 2      |
| 2012/2013 | Santos Laguna | Meksyk | Liga MX   | 35    | 3      |
| 2013/2014 | Santos Laguna | Meksyk | Liga MX   | 27    | 2      |
| 2014/2015 | Santos Laguna | Meksyk | Liga MX   | 34    | 0      |
| 2015/2016 | Club Atlas    | Meksyk | Liga MX   | 13    | 1      |
| 2015/2016 | Club Atlas    | Meksyk | Liga MX   |       |        |

## Kariera reprezentacyjna
W 2007 roku Salinas został powołany przez szkoleniowca René Isidoro Garcíę do reprezentacji Meksyku U-23 na Igrzyska Panamerykańskie w Rio de Janeiro. Tam pełnił rolę rezerwowego zawodnika swojej drużyny i rozegrał dwa z czterech możliwych meczów (obydwa po wejściu z ławki). Jego kadra odpadła natomiast z męskiego turnieju piłkarskiego w półfinale, przegrywając w nim po rzutach karnych z Jamajką (0:0, 4:5 k.) i zdobyła ostatecznie brązowy medal.